# Mugunghwa-ho

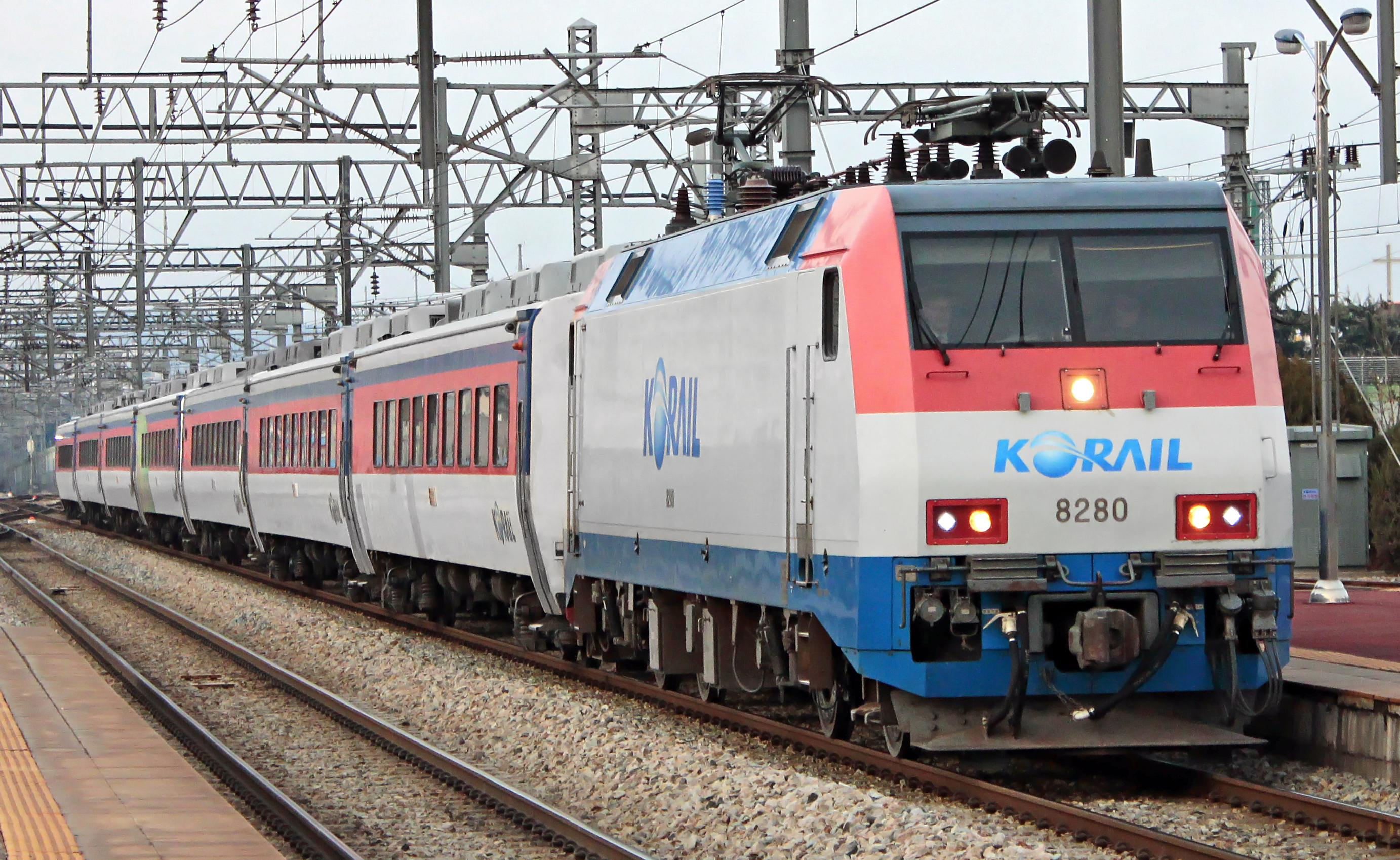
Mugunghwa-ho

Le Mugunghwa-ho, ou Mugunghwa, est un type de train employé par Korail, la compagnie ferroviaire nationale sud-coréenne.

## Caractéristiques
Les Mugunghwa sont les trains les moins chers à effectuer un trafic de grandes lignes. Avant l'introduction des KTX en 2004, ils étaient les trains de voyageurs les plus courants sur la plupart des grandes lignes. Sur des parcours ruraux comme la ligne Gyeongbu, ils sont aujourd'hui le seul type de matériel roulant. Avec (dans quelques cas) les Tonggeun ils sont les seuls trains desservant de nombreuses gares qui n'accueillent ni les Saemaeul-ho ni les KTX. Les Mugunghwa peuvent transporter de nombreux passagers debout, excédant ainsi largement leur capacité théorique en places assises. 
Les Mugunghwa-ho portent le nom du mugunghwa, hibiscus syriacus ou rose de Sharon, la fleur nationale de Corée du Sud.
La traction est diesel-hydraulique ou diesel-électrique selon le type, avec des vitesses maximales de 120 et 110 km/h. Plusieurs compositions (nombre de voitures) existent.
En 2003, 1065 trains de ce type existaient en Corée du Sud, constituant la plus grande flotte ferroviaire de ce pays.